# 方秝錞
方秝錞（1983年3月8日—）是一名中华民国举重运动员，身高1.51米。2010年，在广州亚运会53公斤级举重比赛中由于三次挺举失败，未完成比赛。